# لوکیچوو
لوکیچوو (به صربی: Lukićevo) یک منطقهٔ مسکونی در صربستان است که در Zrenjanin City واقع شده‌است. لوکیچوو ۲٬۰۷۷ نفر جمعیت دارد و ۷۰ متر بالاتر از سطح دریا واقع شده‌است.